# Немець Олександр Васильович
Олекса́ндр Васи́льович Не́мець (1 лютого 1959 , Москва  — 16 січня 2019 , Київ ) — український києвознавець, дослідник історії Києва. Бібліограф і популяризатор пам'яті письменника Віктора Некрасова. Автор сайтів «Киевский календарь» і «Виктор Некрасов. Сайт памяти писателя», ініціатор і автор ідеї створення музею К. Паустовського в Києві, низки інших проектів. За освітою і багато років працював військовим інженером-математиком.

## Біографія
Народився 1 лютого 1959 року в Москві в родині офіцера зв'язку Василя Артемовича Немця, який пройшов усю Другу світову війну, повернувшись з двадцятьма бойовими нагородами. Потім В. Немець брав участь у будівництві ракетного полігону в Капустиному Яру, був начальником експлуатаційно-технічного відділу на Байконурі, в 1957 році став учасником запуску першого штучного супутника Землі.
24 жовтня 1960 року, коли Сашкові було всього півтора року, при підготовці до першого випробувального запуску ракети Р-16, його батько постраждав від вибуху, залишившись згодом інвалідом. У 1976 році закінчивши Вінницьку школу № 21, Олександр пішов по стопах батька. З 1976 по 1981 рік навчався і закінчив військову інженерну академію імені А. Ф. Можайського в Ленінграді (6-й факультет, 53-й випуск), 12 років служив у ракетних військах стратегічного призначення в Вінниці, а потім 9 років в авіації. З 1997 по 1999 роки у рамках проектів «Миротворча англійська» та програми НАТО Партнерство заради миру успішно закінчив курси англійської мови, які вів вчитель Британської Ради Джеймс Койл. Вийшов у запас у військовому званні полковник.
З 2003 року жив у Києві і дуже любив це місто. Увічнив для нього безцінні джерела історичних даних у двох своїх сайтах. Останні кілька років Олександр Немець по крупицях збирав документи, спогади, статті про Віктора Некрасова, тісно співпрацював з пасинком письменника Віктором Кондиревим.
Олександр Васильович був дуже скромною людиною і завжди намагався залишатися в тіні, незважаючи на те, що дуже і дуже багато зробив для Києва та киян, для збереження пам'яті про минуле міста, який полюбив всім своїм серцем.
Раптово помер 16 січня 2019 року в Києві, працюючи за комп'ютером над сайтом «Виктор Некрасов». Похований 18 січня на кладовищі міста Вишневе по вул. Київській, сектор № 1, ряд № 14 місце № 6.

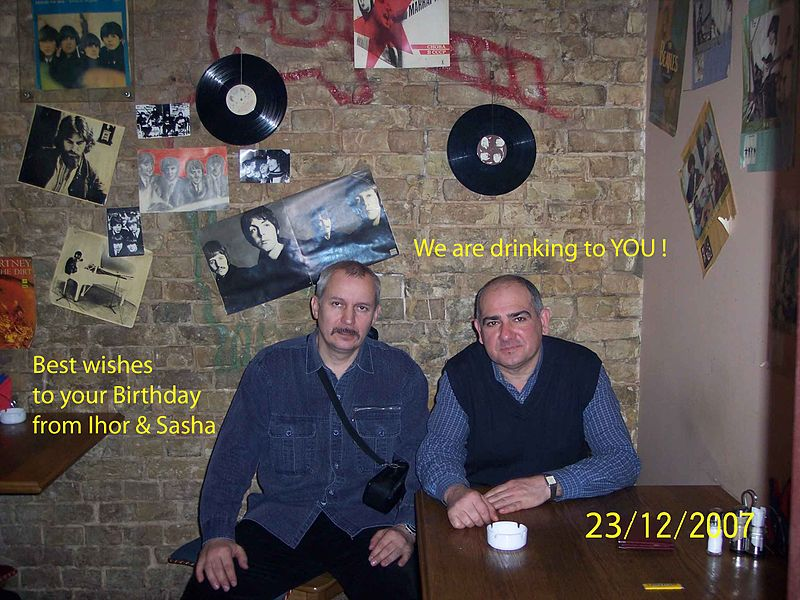
І. Пастушин і О. Немець у київському кафе «Cavern» в День народження Д. Койла, 2007